# Pierre-Armand du Cambout de Coislin
Pierre-Armand du Cambout de Coislin (Parigi, 14 novembre 1636 – Versailles, 5 febbraio 1706) è stato un cardinale e vescovo cattolico francese.

## Biografia
Nacque a Parigi il 14 novembre 1636.
Papa Innocenzo XII lo elevò al rango di cardinale nel concistoro del 22 luglio 1697.
Morì il 5 febbraio 1706, all'età di 69 anni.

## Genealogia episcopale e successione apostolica
La genealogia episcopale è:
- Cardinale Guillaume d'Estouteville, O.S.B.Clun.
- Papa Sisto IV
- Papa Giulio II
- Cardinale Raffaele Sansone Riario
- Papa Leone X
- Papa Clemente VII
- Cardinale Antonio Sanseverino, O.S.Io.Hieros.
- Cardinale Giovanni Michele Saraceni
- Papa Pio V
- Cardinale Innico d'Avalos d'Aragona, O.S.Iacobi
- Cardinale Scipione Gonzaga
- Patriarca Fabio Biondi
- Cardinale Michelangelo Tonti
- Cardinale Domenico Rivarola
- Vescovo Gilles de Souvre
- Vescovo Gilles Boutault
- Arcivescovo Hardouin de Péréfixe de Beaumont
- Cardinale Pierre-Armand du Cambout de Coislin

La successione apostolica è:
- Cardinale Étienne Le Camus (1671)
- Vescovo Henri-Charles du Camboust de Coislin (1697)